# Мехмет Акіф Пірім
Мехмет Акіф Пірім (тур. Mehmet Âkif Pirim; нар. 17 вересня 1968, Ризе, провінція Ризе) — турецький і азербайджанський борець греко-римського стилю, срібний призер чемпіонату світу, чемпіон та бронзовий призер Олімпійських ігор.

## Життєпис
Боротьбою почав займатися з 1984 року. З 1991 до 1998 року виступав за збірну Туреччини. У її складі став срібним призером чемпіонату світу та чемпіоном та бронзовим призером Олімпійських ігор. У 1999 році виступив за збірну Азербайджану на чемпіонаті світу, однак посів лише 14 місце, після чого завершив спортивну кар'єру.
Виступав за борцівський клуб «TEDAS» Анкара.

## Спортивні результати на міжнародних змаганнях

### Виступи на Олімпіадах
| Змагання                    | Збірна    | Вагова категорія                 | Місце  |
| --------------------------- | --------- | -------------------------------- | ------ |
| Літні Олімпійські ігри 1992 | Туреччина | греко-римська боротьба, до 62 кг | Золото |
| Літні Олімпійські ігри 1996 | Туреччина | греко-римська боротьба, до 62 кг | Бронза |

### Виступи на Чемпіонатах світу
| Змагання                        | Збірна      | Вагова категорія                 | Місце  |
| ------------------------------- | ----------- | -------------------------------- | ------ |
| Чемпіонат світу з боротьби 1991 | Туреччина   | греко-римська боротьба, до 62 кг | Срібло |
| Чемпіонат світу з боротьби 1995 | Туреччина   | греко-римська боротьба, до 62 кг | 12     |
| Чемпіонат світу з боротьби 1999 | Азербайджан | греко-римська боротьба, до 63 кг | 14     |

### Виступи на Чемпіонатах Європи
| Змагання                         | Збірна    | Вагова категорія                 | Місце |
| -------------------------------- | --------- | -------------------------------- | ----- |
| Чемпіонат Європи з боротьби 1991 | Туреччина | греко-римська боротьба, до 62 кг | 9     |
| Чемпіонат Європи з боротьби 1992 | Туреччина | греко-римська боротьба, до 62 кг | 7     |
| Чемпіонат Європи з боротьби 1995 | Туреччина | греко-римська боротьба, до 62 кг | 6     |
| Чемпіонат Європи з боротьби 1996 | Туреччина | греко-римська боротьба, до 62 кг | 5     |

### Виступи на інших змаганнях
| Змагання                                | Збірна    | Вагова категорія                 | Місце  |
| --------------------------------------- | --------- | -------------------------------- | ------ |
| Середземноморські ігри 1991             | Туреччина | греко-римська боротьба, до 62 кг | Золото |
| Золотий Гран-прі з боротьби 1992        | Туреччина | греко-римська боротьба, до 62 кг | Золото |
| Гран-прі Німеччини з боротьби 1992      | Туреччина | греко-римська боротьба, до 62 кг | Золото |
| Гран-прі Німеччини з боротьби 1993      | Туреччина | греко-римська боротьба, до 62 кг | 11     |
| Середземноморські ігри 1993             | Туреччина | греко-римська боротьба, до 62 кг | Золото |
| Всесвітні ігри військовослужбовців 1995 | Туреччина | греко-римська боротьба, до 62 кг | Золото |
| Середземноморські ігри 1997             | Туреччина | греко-римська боротьба, до 63 кг | Золото |
| Тестовий турнір FILA 1998               | Туреччина | греко-римська боротьба, до 69 кг | 17     |

### Виступи на змаганнях молодших вікових груп
| Змагання                                      | Збірна    | Вагова категорія                 | Місце |
| --------------------------------------------- | --------- | -------------------------------- | ----- |
| Чемпіонат Європи з боротьби серед молоді 1988 | Туреччина | греко-римська боротьба, до 57 кг | 7     |